# Franz Xaver Müller
Franz Xaver Müller CanReg (* 10. Mai 1870 in Dimbach, Oberösterreich; † 3. Februar 1948 in Linz) war ein österreichischer Komponist, Priester und Domkapellmeister.

## Leben
Franz Xaver Müller wurde 1870 als zweites von fünf Kindern von Franz und Anna Müller in Dimbach geboren. Seine musikalische Begabung wurde schon früh von seinen Eltern und seinem Volksschullehrer gefördert, mit neun Jahren durfte er bereits im Kirchenchor mitsingen. Von 1880 bis 1883 war er Sängerknabe im Augustiner-Chorherrenstift St. Florian, wo er Unterricht in Violine, Klavier und Gesang erhielt und Anton Bruckner kennenlernte. 1890 trat er in den Orden ein, legte 1894 seine Profess ab und wurde 1895 zum Priester geweiht. 1895/96 studierte er Musiktheorie bei Johann Evangelist Habert in Gmunden, 1898/99 bei Josef Venantius von Wöss in Wien. Nach kurzer Tätigkeit als Stiftskaplan wurde Müller 1904 Stiftsorganist und 1906 Regens Chori in St. Florian. Dabei zählten unter anderem Johann Nepomuk David sowie die Brüder Leopold und Ludwig Daxsperger zu seinen Schülern. Von 1922 bis 1938 unterrichtete er Musik an der Bischöflichen Lehrerbildungsanstalt und an der Schule der Kreuzschwestern in Linz. 1924 wurde Müller zum Domkapellmeister von Linz berufen, ein Amt, das er bis 1943 innehatte. Müller starb 1948 nach einer zunächst gut überstandenen Operation in Linz.

## Werke
Müllers Werke zeigen den hoch- und spätromantischen Einfluss seiner Lehrer Habert, Wöss und Bruckner. Dabei sucht er in seinen Kompositionen einen neuen Weg zwischen Neoklassizismus und Cäcilianismus. Seine Messen und Proprien sind häufig mit Orchester gestaltet.
- Symphonie in D-Dur, 1910
- Der Hl. Augustinus (Oratorium), 1915, uraufgeführt 1924
- Quartettino, 1928
- zwei Te Deum, 1929, 1937
- Heimat (symphonische Dichtung), 1936
- Missa diatonica (F-Dur), 1940
- Requiem für mein Begräbnis, 1947
- In memoriam A. Bruckner (Orgelpräludium)
- sechs lateinische und vier deutsche Messen

Zu seinen Werken zählen außerdem zahlreiche Propriengesänge, zwei Streichquartette, Kantaten, geistliche und weltliche Lieder und Chöre, Komödien und Gedichte. Müller hat auch zahlreiche Aufsätze, insbesondere über das Leben und Werk Anton Bruckners, verfasst.

## Gedenken
Bereits 1936 wurde die Franz-Xaver-Müller-Gemeinde gegründet, die sich mit seinem Werk befasst. In St. Florian, Linz-Ebelsberg und Grein sind Straßen nach ihm benannt, die Orgel der Pfarrkirche seines Geburtsortes Dimbach trägt ebenfalls seinen Namen.